# 1641
Il 1641 (MDCXLI in numeri romani) è un anno  del XVII secolo.

## Eventi
- Svizzera – Rivolta contadina in tutto il paese.
- 16 gennaio – Pau Claris, presidente della Generalità di Catalogna, proclama la Repubblica Catalana.
- 15 agosto – A Calasca viene fondata la Milizia Tradizionale di Calasca e inaugurato il Santuario della Madonna della Gurva.
- 25 novembre – A Caen viene fondato l'Ordine di Nostra Signora della Carità.

## Nati

### Gennaio
- 3 gennaio - Francesco Nomis di Valfenera e Castelletto, politico italiano († 1715)
- 6 gennaio - Manuel Joaquín Álvarez de Toledo, politico spagnolo († 1707)
- 18 gennaio - François Michel Le Tellier de Louvois, politico francese († 1691)
- 27 gennaio - Edward Noel, I conte di Gainsborough, nobile e politico inglese († 1689)

### Febbraio
- 2 febbraio - Claudio de La Colombière, gesuita e scrittore francese († 1682)
- 13 febbraio - Cristiano Alberto di Holstein-Gottorp, vescovo luterano tedesco († 1695)
- 16 febbraio - Taddeo Luigi Dal Verme, cardinale e vescovo cattolico italiano († 1717)
- 26 febbraio - José Guerrero de Torres, vescovo cattolico spagnolo († 1720)

### Marzo
- 29 marzo - Johann Zahn, inventore e religioso tedesco († 1707)

### Aprile
- 8 aprile - Henry Sidney, I conte di Romney, nobile e politico inglese († 1704)
- 30 aprile - Francesco Giani, vescovo cattolico italiano († 1702)

### Maggio
- 8 maggio - Nicolaes Witsen, diplomatico, cartografo e scrittore olandese († 1717)
- 13 maggio - Simone Durello, incisore italiano († 1719)
- 17 maggio - Pierre Monier, pittore francese († 1703)
- 18 maggio - Almerico d'Este, generale italiano († 1660)
- 18 maggio - Olimpia Giustiniani, nobildonna († 1729)
- 31 maggio - Dositeo II di Gerusalemme, vescovo ortodosso greco († 1707)

### Giugno
- 15 giugno - Bernard de La Monnoye, avvocato, poeta e filologo francese († 1728)
- 24 giugno - Maria Arcangela Biondini, religiosa italiana († 1712)
- 28 giugno - Maria Casimira Luisa de la Grange d'Arquien, regina († 1716)
- 30 giugno - Meinhard von Schomberg, generale britannico († 1719)

### Luglio
- 13 luglio - Venanzio Simi, vescovo cattolico e storico italiano († 1718)
- 20 luglio - Johann Joseph von Breuner, arcivescovo cattolico e nobile austriaco († 1710)

### Agosto
- 2 agosto - Samuel Bottschild, pittore tedesco († 1707)
- 28 agosto - Enrico di Nassau-Dillenburg, nobile tedesco († 1701)

### Settembre
- 5 settembre - Robert Spencer, II conte di Sunderland, politico e militare inglese († 1702)
- 7 settembre - Giovanni Cristiano I di Eggenberg, nobile boemo († 1710)
- 7 settembre - Tokugawa Ietsuna, militare giapponese († 1680)
- 11 settembre - Gérard de Lairesse, pittore, incisore e decoratore olandese († 1711)
- 15 settembre - Menno van Coehoorn, militare e ingegnere olandese († 1704)
- 16 settembre - Giulio Francesco di Sassonia-Lauenburg, duca († 1689)
- 22 settembre - Titus van Rijn, pittore olandese († 1669)

### Ottobre
- 1º ottobre - Hans Adam von Schöning, militare tedesco († 1696)
- 4 ottobre - Silvio de' Cavalieri, arcivescovo cattolico e giurista italiano († 1717)
- 5 ottobre - Kira Yoshinaka, militare giapponese († 1702)
- 6 ottobre - Domenico Bottone, medico italiano
- 14 ottobre - Dorotea Maria di Sassonia-Weimar, nobile tedesca († 1675)
- 28 ottobre - Giovanni Girolamo Sbaraglia, anatomista italiano († 1710)

### Novembre
- 14 novembre - Alberto Antonio di Schwarzburg-Rudolstadt, principe († 1710)
- 23 novembre - Anthonie Heinsius, politico olandese († 1720)
- 24 novembre - Hieronymus Ambrosius Langenmantel, presbitero tedesco († 1718)

### Dicembre
- 5 dicembre - Pierre Allix, pastore protestante, teologo e scrittore francese († 1717)
- 7 dicembre - Luigi di Lorena, nobile francese († 1718)
- 21 dicembre - Francesco Castiglione, pittore italiano († 1716)
- 31 dicembre - Pietro Giovanni Della Torre, avvocato italiano († 1701)

### Senza giorno specificato
- Placidus von Droste, abate tedesco († 1700)
- Raghunatha Raya Tondaiman, sovrano († 1730)
- Bernardo Iñiguez del Bayo y de Pradilla, militare spagnolo († 1693)
- Antonio Bova, pittore italiano († 1701)
- Nicolò Caranza, vescovo cattolico italiano († 1697)
- Ludovico Cavallo, editore italiano († 1681)
- Vincent Contenson, teologo e predicatore francese († 1674)
- Antonio Cordeiro, gesuita e storico portoghese († 1722)
- Louis de Duras, II conte di Feversham, nobile e militare francese († 1709)
- Johann Weichart Valvasor, scienziato e scrittore austriaco († 1693)
- Regnier de Graaf, anatomista olandese († 1673)
- Nehemiah Grew, botanico inglese († 1712)
- Bonne de Pons d'Heudicourt, nobile francese († 1709)
- Laurence Hyde, I conte di Rochester, politico e scrittore inglese († 1711)
- Francesco Invrea, doge italiano († 1723)
- Diego Ladrón de Guevara, vescovo cattolico spagnolo († 1718)
- Andrea Lanzani, pittore italiano († 1712)
- Massimiliano del Liechtenstein, principe austriaco († 1709)
- Filippo Giulio Mancini, duca († 1707)
- Mario Mattei Orsini, II duca di Paganica, nobile, militare e mecenate italiano († 1690)
- John Mayow, medico britannico († 1679)
- Melchiorre Melchiori, pittore italiano († 1686)
- William Moreton, religioso inglese († 1715)
- Giovan Battista Pacichelli, storico e abate italiano († 1695)
- Giovanni Andrea Pauletti, storico italiano († 1705)
- Giovanni Battista Ranghieri, scultore italiano
- Barbara Sirani, pittrice italiana († 1692)
- Sebastiano Taricco, pittore italiano († 1710)
- Raymond Vieussens, medico francese († 1715)
- Antoine Charles IV de Gramont, diplomatico francese († 1720)
- Pasquale de Rossi, pittore italiano († 1722)
- Jacob de Wet II, pittore olandese († 1697)

## Morti

### Gennaio
- 3 gennaio - Jeremiah Horrocks, astronomo britannico (n. 1618)
- 7 gennaio - Charles de Condren, presbitero francese (n. 1588)
- 11 gennaio - Gabriel Plautzius, compositore sloveno
- 24 gennaio - Felice Centini, cardinale e vescovo cattolico italiano (n. 1562)
- 26 gennaio - Lawrence Hyde, avvocato e politico inglese (n. 1562)

### Febbraio
- 15 febbraio - Sara Copio, letterata italiana
- 24 febbraio - Francesco Usper, organista e compositore italiano (n. 1561)
- 24 febbraio - Filippo Volfango di Hanau-Lichtenberg, conte tedesco (n. 1595)
- 27 febbraio - Pau Claris i Casademunt, politico spagnolo (n. 1586)

### Marzo
- 8 marzo - Xu Xiake, esploratore cinese (n. 1587)
- 14 marzo - Adamo di Schwarzenberg, ufficiale tedesco (n. 1583)
- 27 marzo - Jerónima de Burgos, attrice teatrale spagnola
- 29 marzo - George Manners, VII conte di Rutland, politico inglese (n. 1580)

### Aprile
- 2 aprile - Giorgio di Brunswick-Lüneburg, duca (n. 1582)
- 6 aprile - Domenichino, pittore italiano (n. 1581)
- 11 aprile - Jacopo Soldani, umanista e poeta italiano (n. 1579)
- 13 aprile - Scipione Tancredi, vescovo cattolico italiano
- 26 aprile - Hosokawa Tadatoshi, militare giapponese (n. 1586)
- 28 aprile - Hans Georg von Arnim, generale tedesco (n. 1583)
- 30 aprile - Sidi al-Ayashi,  marocchino (n. 1563)

### Maggio
- 9 maggio - Francis Russell, IV conte di Bedford, politico inglese (n. 1593)
- 10 maggio - Johan Banér, militare svedese (n. 1596)
- 12 maggio - Thomas Wentworth, I conte di Strafford, politico inglese (n. 1593)

### Giugno
- 1º giugno - Carlo Emmanuele Pio di Savoia, cardinale italiano (n. 1585)
- 3 giugno - Arima Naozumi, militare giapponese (n. 1586)
- 9 giugno - Ferdinando Carli, scrittore italiano (n. 1578)
- 12 giugno - Abu'l-Hasan Asaf Khan, politico indiano
- 26 giugno - Edvige di Danimarca, principessa danese (n. 1581)
- 27 giugno - Michiel van Mierevelt, pittore e disegnatore olandese (n. 1566)

### Luglio
- 6 luglio - Luigi di Borbone-Soissons, nobile francese (n. 1604)
- 6 luglio - Livia della Rovere, duchessa italiana (n. 1585)
- 8 luglio - Balthasar I Moretus, tipografo e editore fiammingo (n. 1574)
- 15 luglio - Aernout van Buchel, scrittore e disegnatore olandese (n. 1565)
- 24 luglio - Gianfrancesco Guidi di Bagno, cardinale italiano (n. 1578)
- 30 luglio - Ottavio Corsini, arcivescovo cattolico e letterato italiano (n. 1588)

### Agosto
- 4 agosto - Otto III di Brunswick, nobile tedesco (n. 1572)
- 7 agosto - Gwanghaegun di Joseon, re coreano (n. 1575)
- 16 agosto - Thomas Heywood, drammaturgo inglese (n. 1573)
- 24 agosto - Antonio da Virgoletta, missionario italiano (n. 1593)

### Settembre
- 6 settembre - Francesco Vastarini, religioso, filosofo e scrittore italiano (n. 1566)
- 10 settembre - Ambrose Barlow, presbitero inglese (n. 1585)
- 11 settembre - Renea Burlamacchi, scrittrice italiana (n. 1568)
- 16 settembre - Luigi di Savoia-Nemours, nobile francese (n. 1615)

### Ottobre
- 3 ottobre - Étienne Martellange, gesuita, architetto e pittore francese (n. 1569)
- 6 ottobre - Erasmo Marotta, compositore italiano (n. 1576)
- 7 ottobre - Francesco Arcudi, vescovo cattolico italiano (n. 1596)
- 21 ottobre - Antonino Amico, religioso e storico italiano (n. 1586)
- 24 ottobre - Jan van de Velde II, incisore, pittore e disegnatore olandese (n. 1593)
- 26 ottobre - Orazio Michi dell'Arpa, arpista e compositore italiano

### Novembre
- 9 novembre - Ferdinando d'Asburgo, cardinale, arcivescovo cattolico e generale spagnolo (n. 1609)
- 12 novembre - Filippo Luigi III di Hanau-Münzenberg, conte tedesco (n. 1632)
- 21 novembre - Johann Kaspar von Stadion, militare (n. 1567)
- 25 novembre - Antonio Santacroce, cardinale e arcivescovo cattolico italiano (n. 1599)

### Dicembre
- 6 dicembre - Françoise de Montmorency,  francese (n. 1566)
- 9 dicembre - Francesco III Boncompagni, cardinale e arcivescovo cattolico italiano (n. 1592)
- 9 dicembre - Antoon van Dyck, pittore fiammingo (n. 1599)
- 12 dicembre - Giovanna Francesca Frémiot de Chantal, religiosa francese (n. 1572)
- 15 dicembre - Cosimo Merlini, orafo italiano (n. 1580)
- 21 dicembre - Luca Stella, arcivescovo cattolico italiano
- 22 dicembre - Massimiliano di Béthune, politico francese (n. 1559)

### Senza giorno specificato
- John Amner, compositore inglese (n. 1579)
- Niccolò Barbieri, attore teatrale e commediografo italiano (n. 1576)
- Giulio Barbolani, ammiraglio italiano
- Ludovico Bartolaia, tenore e compositore italiano (n. 1541)
- Ercole Bazzicaluva, pittore e incisore italiano (n. 1590)
- Francesca Caccini, compositrice, clavicembalista e soprano italiana (n. 1587)
- Luca Ciamberlano, incisore e pittore italiano (n. 1580)
- Alonso de Contreras, militare, avventuriero e scrittore spagnolo (n. 1582)
- Robert Dowland, liutista e compositore inglese
- Jérôme Duquesnoy il Vecchio, scultore fiammingo
- Teofilo Gallaccini, matematico e umanista italiano (n. 1564)
- Léonard Gaultier, incisore francese (n. 1561)
- Franciscus Gomarus, pastore protestante e teologo olandese (n. 1563)
- Guy de La Brosse, botanico e medico francese
- Peter Minuit, politico olandese (n. 1580)
- Thomas Mun, economista inglese (n. 1571)
- Adam van Noort, pittore fiammingo (n. 1561)
- Giovanni Battista Orsi, architetto italiano (n. 1600)
- Francesco Peparelli, architetto italiano
- Francesco Pozzobonelli, nobile e politico italiano
- Andrea Spinola, doge (n. 1562)
- Tomás Tamayo de Vargas, diplomatico, letterato e critico letterario spagnolo (n. 1589)
- Francesca Turini Bufalini, poetessa italiana (n. 1553)
- Artus Wolffort, pittore fiammingo (n. 1581)
- Gerard de Malynes, scrittore e mercante britannico (n. 1586)
- Wilhelm von der Wense, nobile e filosofo tedesco (n. 1586)

## Calendario
| Calendario 1641 | Calendario 1641 | Calendario 1641 | Calendario 1641 | Calendario 1641 | Calendario 1641 | Calendario 1641 | Calendario 1641 | Calendario 1641 | Calendario 1641 | Calendario 1641 | Calendario 1641 | Calendario 1641 | Calendario 1641 | Calendario 1641 | Calendario 1641 | Calendario 1641 | Calendario 1641 | Calendario 1641 | Calendario 1641 | Calendario 1641 | Calendario 1641 | Calendario 1641 | Calendario 1641 | Calendario 1641 | Calendario 1641 | Calendario 1641 | Calendario 1641 | Calendario 1641 | Calendario 1641 | Calendario 1641 | Calendario 1641 | Calendario 1641 |
| --------------- | --------------- | --------------- | --------------- | --------------- | --------------- | --------------- | --------------- | --------------- | --------------- | --------------- | --------------- | --------------- | --------------- | --------------- | --------------- | --------------- | --------------- | --------------- | --------------- | --------------- | --------------- | --------------- | --------------- | --------------- | --------------- | --------------- | --------------- | --------------- | --------------- | --------------- | --------------- | --------------- |
|                 | 1               | 2               | 3               | 4               | 5               | 6               | 7               | 8               | 9               | 10              | 11              | 12              | 13              | 14              | 15              | 16              | 17              | 18              | 19              | 20              | 21              | 22              | 23              | 24              | 25              | 26              | 27              | 28              | 29              | 30              | 31              |                 |
| Gennaio         | Ma              | Me              | Gi              | Ve              | Sa              | Do              | Lu              | Ma              | Me              | Gi              | Ve              | Sa              | Do              | Lu              | Ma              | Me              | Gi              | Ve              | Sa              | Do              | Lu              | Ma              | Me              | Gi              | Ve              | Sa              | Do              | Lu              | Ma              | Me              | Gi              |                 |
| Febbraio        | Ve              | Sa              | Do              | Lu              | Ma              | Me              | Gi              | Ve              | Sa              | Do              | Lu              | Ma              | Me              | Gi              | Ve              | Sa              | Do              | Lu              | Ma              | Me              | Gi              | Ve              | Sa              | Do              | Lu              | Ma              | Me              | Gi              |                 |                 |                 |                 |
| Marzo           | Ve              | Sa              | Do              | Lu              | Ma              | Me              | Gi              | Ve              | Sa              | Do              | Lu              | Ma              | Me              | Gi              | Ve              | Sa              | Do              | Lu              | Ma              | Me              | Gi              | Ve              | Sa              | Do              | Lu              | Ma              | Me              | Gi              | Ve              | Sa              | Do              |                 |
| Aprile          | Lu              | Ma              | Me              | Gi              | Ve              | Sa              | Do              | Lu              | Ma              | Me              | Gi              | Ve              | Sa              | Do              | Lu              | Ma              | Me              | Gi              | Ve              | Sa              | Do              | Lu              | Ma              | Me              | Gi              | Ve              | Sa              | Do              | Lu              | Ma              |                 |                 |
| Maggio          | Me              | Gi              | Ve              | Sa              | Do              | Lu              | Ma              | Me              | Gi              | Ve              | Sa              | Do              | Lu              | Ma              | Me              | Gi              | Ve              | Sa              | Do              | Lu              | Ma              | Me              | Gi              | Ve              | Sa              | Do              | Lu              | Ma              | Me              | Gi              | Ve              |                 |
| Giugno          | Sa              | Do              | Lu              | Ma              | Me              | Gi              | Ve              | Sa              | Do              | Lu              | Ma              | Me              | Gi              | Ve              | Sa              | Do              | Lu              | Ma              | Me              | Gi              | Ve              | Sa              | Do              | Lu              | Ma              | Me              | Gi              | Ve              | Sa              | Do              |                 |                 |
| Luglio          | Lu              | Ma              | Me              | Gi              | Ve              | Sa              | Do              | Lu              | Ma              | Me              | Gi              | Ve              | Sa              | Do              | Lu              | Ma              | Me              | Gi              | Ve              | Sa              | Do              | Lu              | Ma              | Me              | Gi              | Ve              | Sa              | Do              | Lu              | Ma              | Me              |                 |
| Agosto          | Gi              | Ve              | Sa              | Do              | Lu              | Ma              | Me              | Gi              | Ve              | Sa              | Do              | Lu              | Ma              | Me              | Gi              | Ve              | Sa              | Do              | Lu              | Ma              | Me              | Gi              | Ve              | Sa              | Do              | Lu              | Ma              | Me              | Gi              | Ve              | Sa              |                 |
| Settembre       | Do              | Lu              | Ma              | Me              | Gi              | Ve              | Sa              | Do              | Lu              | Ma              | Me              | Gi              | Ve              | Sa              | Do              | Lu              | Ma              | Me              | Gi              | Ve              | Sa              | Do              | Lu              | Ma              | Me              | Gi              | Ve              | Sa              | Do              | Lu              |                 |                 |
| Ottobre         | Ma              | Me              | Gi              | Ve              | Sa              | Do              | Lu              | Ma              | Me              | Gi              | Ve              | Sa              | Do              | Lu              | Ma              | Me              | Gi              | Ve              | Sa              | Do              | Lu              | Ma              | Me              | Gi              | Ve              | Sa              | Do              | Lu              | Ma              | Me              | Gi              |                 |
| Novembre        | Ve              | Sa              | Do              | Lu              | Ma              | Me              | Gi              | Ve              | Sa              | Do              | Lu              | Ma              | Me              | Gi              | Ve              | Sa              | Do              | Lu              | Ma              | Me              | Gi              | Ve              | Sa              | Do              | Lu              | Ma              | Me              | Gi              | Ve              | Sa              |                 |                 |
| Dicembre        | Do              | Lu              | Ma              | Me              | Gi              | Ve              | Sa              | Do              | Lu              | Ma              | Me              | Gi              | Ve              | Sa              | Do              | Lu              | Ma              | Me              | Gi              | Ve              | Sa              | Do              | Lu              | Ma              | Me              | Gi              | Ve              | Sa              | Do              | Lu              | Ma              |                 |